# バラモン相応
「バラモン相応」（バラモンそうおう、巴: Brāhmaṇa-saṃyutta, ブラーフマナ・サンユッタ）とは、パーリ仏典経蔵相応部に収録されている第7相応。漢字表記で「婆羅門相応」とも。
漢訳語である「バラモン（婆羅門）」を用いずに、原語の「ブラーフマナ」を用いてそのまま直訳すれば、「ブラーフマナ相応」となる。
文字通り、「バラモン（ブラーフマナ）」に因む相応。

## 構成
2品22経から成る。
短篇経典が第1品に10経、第2品に12経まとめられている。
1. Arahanta-vagga --- 全10経
2. Upāsaka-vagga --- 全12経

## 日本語訳
- 『南伝大蔵経・経蔵・相応部経典1』（第12巻） 大蔵出版
- 『パーリ仏典 相応部(サンユッタニカーヤ) 有偈篇II』 片山一良訳 大蔵出版
- 『原始仏典II 相応部経典1』 中村元監修 春秋社
- 『ブッダ悪魔との対話――サンユッタ・ニカーヤ2 』中村元訳 岩波文庫